# Jerzy Ponikiewski
Jerzy Ponikiewski (ur. 20 lipca 1941 w Rzewniu) – polski działacz partyjny i państwowy, w latach 1981–1986 wicewojewoda ostrołęcki.

## Życiorys
Syn Jana i Aleksandry. W 1964 wstąpił do Polskiej Zjednoczonej Partii Robotniczej. Na początku lat 80. był I sekretarzem Komitetu Gminnego PZPR w Krasnosielcu. W latach 1981–1986 pełnił funkcję wicewojewody ostrołęckiego. Od 1982 do 1986 należał do Wojewódzkiej Komisji Kontroli Partyjnej w Komitecie Wojewódzkim PZPR w Ostrołęce. Następnie od 1986 do 1989 pozostawał sekretarzem w KW w Ostrołęce.